# 柳德米拉·杰尼索娃
柳德米拉·列昂季耶芙娜·杰尼索娃（羅馬化：Liudmyla Leontiivna Denisova；1960年7月6日—），烏克蘭政治人物。
1960年出生在俄羅斯阿爾漢格爾斯克。1989年畢業於列寧格勒國立大學，後移居烏克蘭克里米亞。1998年至2001年，任克里米亞自治共和國財政部長。自2005年起加入尤莉婭·季莫申科領導的全烏克蘭祖國聯盟，同年起擔任乌克兰最高拉达第五、六、七、八屆議員，直至2018年卸任。2007年尤莉婭·季莫申科當選總理後，任命她為勞工和社會政策部部長（2010年卸任）。
2014年2月27日，她被阿爾謝尼·亞采紐克任命為社會政策部部長（12月2日卸任）。同年9月，退出全烏克蘭祖國聯盟，加入人民陣線。2018年，當選為最高拉达人权监察专员。